# Lucio Calvani
Lucio Calvani (Acebal, Provincia de Santa Fe, 11 de diciembre de 1996) es un piloto argentino de automovilismo. Inició su carrera deportiva en categorías zonales de monopostos, para luego pasar a competir en turismos, teniendo su primera experiencia en la última fecha del campeonato 2020 de TC Pista Mouras.
En el ámbito de los monopostos, compitió en diferentes categorías de nivel zonal y nacional, destacándose su paso por las fórmulas Junior Santafesina, Renault Plus y Metropolitana. En 2017, obtuvo su primer lauro al alcanzar el subcampeonato de la Fórmula Renault Plus, por detrás del eventual campeón Mateo Polakovich.
En materia de categorías de turismos, compitió exclusivamente en las distintas divisiones de la Asociación Corredores de Turismo Carretera, obteniendo el subcampeonato de TC Pista Mouras en 2022, por detrás de su comprovinciano Ignacio Faín.
Sin embargo, a pesar de haber recibido autorización para competir en la división TC Mouras, no pudo debutar en dicha categoría por cuestiones presupuestarias. Pese a esto, lograría recuperar su actividad al ser convocado para competir en la categoría TC Pista Pick Up, formando parte del plantel de pilotos que participaron del primer campeonato de esta categoría. En esta categoría Calvani no sólo demostró gran adaptación, sino que además luchó por el título, quedándose con el subcampeonato por detrás de Elio Craparo.
Pese a no haber corrido en TC Mouras, se vio beneficiado por el nuevo sistema de ascensos establecido por ACTC, por el cual campeón y subcampeón del TC Pista Pick Up obtuvieron el ascenso al TC Pista. En consecuencia, Calvani obtuvo dicho pase por lograr el subcampeonato de TC Pista Pick Up, debutando en TC Pista en 2024.

## Resumen de carrera
| Temporadas | Categorías                     | Equipos               | Automóviles    | Carreras    | Victorias   | Podios      | PP          | VR          | Puntos      | Pos.        |
| ---------- | ------------------------------ | --------------------- | -------------- | ----------- | ----------- | ----------- | ----------- | ----------- | ----------- | ----------- |
| 2013       | Fórmula Junior 1.6 Santafesina | Racing Fórmula Junior | Crespi-Renault | 3           | 0           | 0           | 0           | 0           | 28.00       | 19.º        |
| 2014       | Fórmula Junior 1.6 Santafesina | Della Santina Sport   | Crespi-Renault | 2           | 0           | 1           | 0           | 0           | 13.00       | 9.º         |
| 2015       | Fórmula Junior 1.6 Santafesina | Della Santina Sport   | Crespi-Renault | 10          | 0           | 0           | 0           | 0           | 79.50       | 12.º        |
| 2015       | Fórmula Renault Plus           | Castro Racing         | Crespi-Renault | 3           | 0           | 0           | 0           | 0           | 15.00       | 30.º        |
| 2017       | Fórmula Renault Plus           | Castro Racing         | Crespi-Renault | 16          | 2           | 6           | 1           | 3           | 280.00      | 2.º         |
| 2019       | Fórmula 3 Metropolitana        | SAP Team              | Crespi-Renault | 5           | 0           | 0           | 0           | 0           | 18.50       | 16.º        |
| 2020       | TC Pista Mouras                | Galarza Racing        | Dodge Cherokee | 1           | 0           | 0           | 0           | 0           | 50.25       | 38.º        |
| 2020-21    | Fórmula 3 Metropolitana        | SAP Team              | Crespi-Renault | 25          | 2           | 5           | 3           | 2           | 309.00      | 8.º         |
| 2022       | TC Pista Mouras                | SAP Team by Galarza   | Dodge Cherokee | 16          | 4           | 9           | 4           | 6           | 615.50      | 2.º         |
| 2023       | TC Pista Pick Up               | SAP Team              | Ford Ranger    | 12          | 4           | 9           | 4           | 3           | 430.00      | 2.º         |
| 2024       | TC Pista                       | SAP Team              | Dodge Cherokee | 10          | 0           | 0           | 0           | 0           | 163.50      | 29.º        |
| 2025       | TC Pista                       | SAP Team              | Dodge Cherokee | Por definir | Por definir | Por definir | Por definir | Por definir | Por definir | Por definir |
| Fuente:    | [ 8 ]                          | [ 8 ]                 | [ 8 ]          | [ 8 ]       | [ 8 ]       | [ 8 ]       | [ 8 ]       | [ 8 ]       | [ 8 ]       | [ 8 ]       |

## Palmarés
| Título     | Categoría            | Marca          | Año  |
| ---------- | -------------------- | -------------- | ---- |
| Subcampeón | Fórmula Renault Plus | Crespi-Renault | 2017 |
| Subcampeón | TC Pista Mouras      | Dodge Cherokee | 2022 |
| Subcampeón | TC Pista Pick Up     | Ford Ranger    | 2023 |